# Mount Sanderson
Mount Sanderson ist ein rund 2300 m hoher Berg im Norden der westantarktischen Alexander-I.-Insel. Er ragt im Süden der Rouen Mountains auf.
Der British Antarctic Survey (BAS) nahm zwischen 1975 und 1976 Vermessungen des Bergs vor. Das UK Antarctic Place-Names Committee benannte ihn 1980 nach dem britischen Glaziologen Timothy John Oliver Sanderson (* 1954), der von 1975 bis 1978 für den BAS tätig und dabei an den Erkundungen des George-VI-Schelfeises beteiligt war.